# Championnat d'Ouganda de football 2012-2013
Navigation
Édition précédente Édition suivante
La saison 2012-2013 du Championnat d'Ouganda de football est la 44e édition du championnat de première division ougandais. Cette saison, seize clubs ougandais prennent part au championnat organisé par la fédération. 
C'est le club de Kampala City Council qui remporte la compétition cette saison après avoir terminé en tête du classement final, avec sept points d'avance sur Uganda Revenue Authority et douze sur Vipers SC. C'est le neuvième titre de champion d'Ouganda de l'histoire du club.

## Équipes

### Participants et locations
Légende des couleurs
- Tour préliminaire de la Ligue des champions 2013
- Promu de Big League

| Club                     | Ville   | Stade                     | Capacité |
| ------------------------ | ------- | ------------------------- | -------- |
| Aurum Roses              | Kampala | Kavumba Stadium           | 1 000    |
| Bidco Uganda Limited     | Jinja   | Kakindu Municipal Stadium | 1 000    |
| Entebbe FC               | Entebbe | Stade Nakivubo            | 15 000   |
| Express FC               | Kampala | Muteesa II Stadium        | 20 200   |
| Kampala City Council     | Kampala | Lugogo Stadium            | 10 000   |
| Kiira Young              | Kampala | Luzira Prisons Stadium    | 1 000    |
| Masaka Local Council     | Masaka  | Masaka Recreation Ground  | 1 000    |
| Police FC                | Jinja   | Police Stadium            | 1 000    |
| Proline FC               | Buikwe  | Buikwe Stadium            | 2 000    |
| Simba FC                 | Bombo   | Bombo Stadium             | 1 000    |
| Uganda Revenue Authority | Kampala | Namboole Stadium          | 45 200   |
| Victoria University      | Kampala | Namboole Stadium          | 45 200   |
| Victors FC               | Kampala | Kakindu Municipal Stadium | 1 000    |
| Villa SC                 | Kampala | Namboole Stadium          | 45 200   |
| Vipers SC                | Buikwe  | Buikwe Stadium            | 2 000    |
| Water FC                 | Kampala | Luzira Prisons Stadium    | 1 000    |

## Compétition

### Classement
Le classement est établi sur le barème de points classique (victoire à 3 points, match nul à 1, défaite à 0). Pour départager les égalités, on tient d'abord compte de la différence de buts générale, puis du nombre de buts marqués, puis des confrontations directes.
| Rang | Équipe                   | Pts | J  | G  | N  | P  | Bp | Bc | Diff |
| ---- | ------------------------ | --- | -- | -- | -- | -- | -- | -- | ---- |
| 1    | Kampala City Council     | 63  | 30 | 17 | 12 | 1  | 50 | 16 | +34  |
| 2    | Uganda Revenue Authority | 56  | 30 | 17 | 5  | 8  | 49 | 22 | +27  |
| 3    | Vipers SC                | 51  | 30 | 14 | 9  | 7  | 36 | 22 | +14  |
| 4    | Villa SC                 | 47  | 30 | 17 | 8  | 9  | 36 | 31 | +5   |
| 5    | Victoria University'P'C  | 46  | 30 | 11 | 13 | 6  | 27 | 20 | +7   |
| 6    | Entebbe FC P             | 46  | 30 | 12 | 10 | 8  | 25 | 19 | +6   |
| 7    | Bidco Uganda Limited     | 43  | 30 | 10 | 13 | 7  | 29 | 28 | +1   |
| 8    | Kiira Young P            | 41  | 30 | 9  | 14 | 7  | 27 | 24 | +3   |
| 9    | Masaka Local Council     | 41  | 30 | 10 | 11 | 9  | 28 | 28 | 0    |
| 10   | Proline FC               | 38  | 30 | 9  | 11 | 10 | 32 | 37 | -5   |
| 11   | Express FC T             | 36  | 30 | 8  | 12 | 10 | 31 | 31 | 0    |
| 12   | Police FC                | 35  | 30 | 8  | 11 | 11 | 27 | 32 | -5   |
| 13   | Simba FC                 | 35  | 30 | 9  | 8  | 13 | 19 | 30 | -11  |
| 14   | Victors FC               | 29  | 30 | 5  | 14 | 11 | 17 | 30 | -13  |
| 15   | Aurum Roses P            | 21  | 30 | 5  | 6  | 19 | 20 | 49 | -29  |
| 16   | Water FC                 | 11  | 30 | 2  | 5  | 23 | 16 | 50 | -34  |

|  | Qualification pour la Ligue des champions de la CAF 2014 et la Coupe Kagame inter-club 2014          |
|  | Qualification pour la Coupe de la confédération 2014 et la Coupe CECAFA des vainqueurs de coupe 2014 |
|  | Relégation en deuxième division                                                                      |
|  | T : Tenant du titre C : Vainqueur de la Coupe d'Ouganda P : Promu de D2                              |

## Bilan de la saison
| Championnat d'Ouganda de football 2012-2013                        |                                 |
| Champion                                                           | Kampala City Council (9e titre) |
| Coupes et trophées                                                 |                                 |
| Vainqueur de la Coupe d'Ouganda 2012-2013                          | Victoria University             |
| Qualifications continentales                                       |                                 |
| Ligue des champions de la CAF 2014                                 | Kampala City Council            |
| Coupe de la confédération 2014                                     | Victoria University             |
| Coupe Kagame inter-club 2014                                       | Kampala City Council            |
| Coupe CECAFA des vainqueurs de coupe 2014                          | Victoria University             |
| Promotions et relégations                                          |                                 |
| Promus en Championnat d'Ouganda de football                        | CRO FC                          |
| Promus en Championnat d'Ouganda de football                        | Bright Stars FC                 |
| Promus en Championnat d'Ouganda de football                        | Soana FC                        |
| Relégués en Championnat d'Ouganda de football de deuxième division | Victors FC                      |
| Relégués en Championnat d'Ouganda de football de deuxième division | Aurum Roses                     |
| Relégués en Championnat d'Ouganda de football de deuxième division | Water FC                        |